# Robert Minder
Pour les articles homonymes, voir Minder.
Robert Minder, né le 23 août 1902 à Wasselonne dans le Bas-Rhin et mort le 10 septembre 1980 à Cannes, est un germaniste français, professeur au Collège de France.

## Biographie

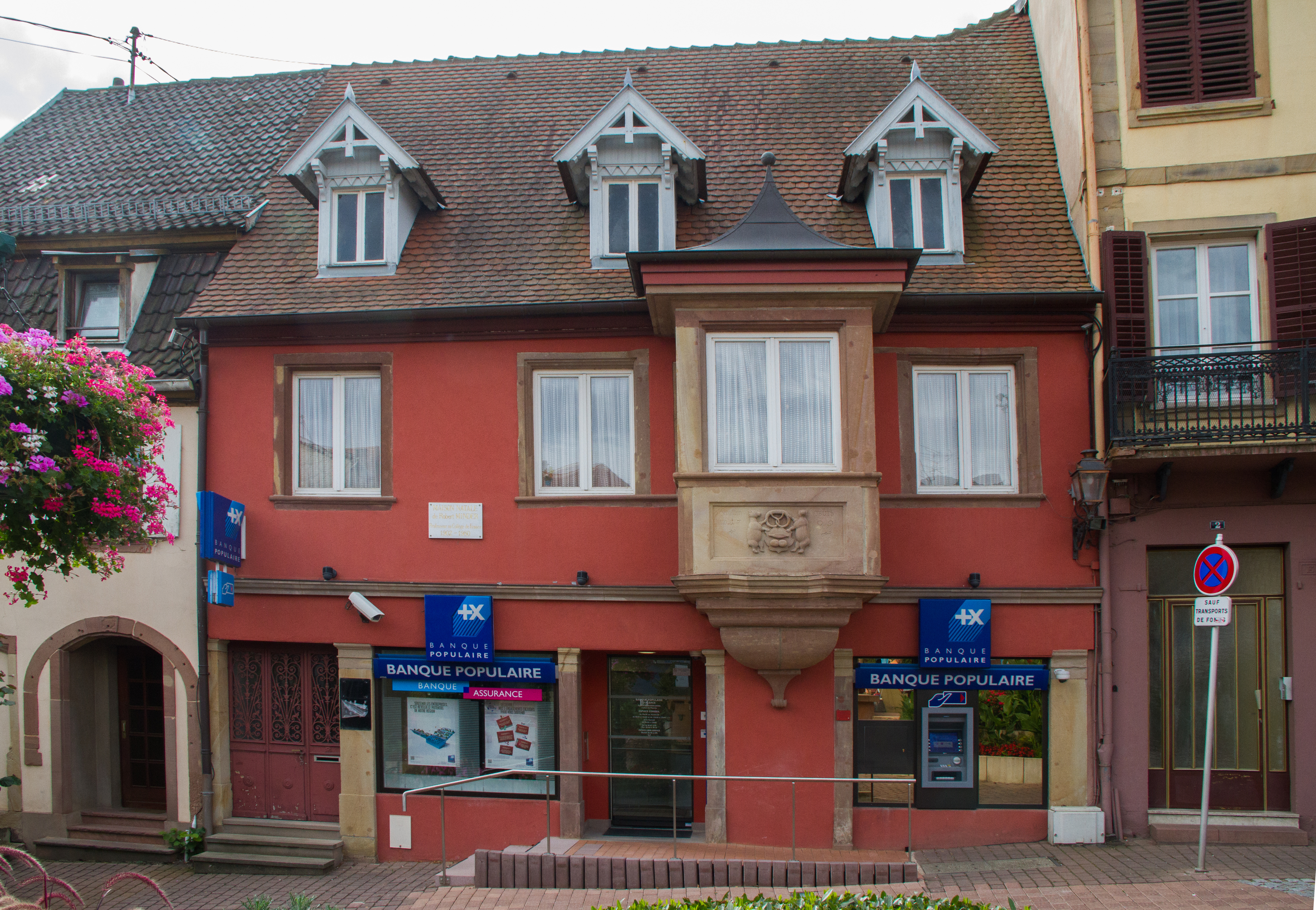
La maison natale de Robert Minder, sur la place du Marché à Wasselonne.

Robert Minder naît dans une famille protestante d’artisans et de commerçants originaire de Suisse, établie en Alsace depuis 1647. La famille Minder parle le dialecte alsacien, mais chacun des parents maîtrise la langue française. Le Reichsland Elsass-Lothringen de l’époque était germanophone.
Il fréquente le gymnase Jean-Sturm de Strasbourg où il obtient le baccalauréat avec mention en 1920. Pendant ses études il chante dans un chœur dirigé par Hans Pfitzner. Entre 1919 et 1921 il suit des cours de piano et de philosophie donnés par Albert Schweitzer, avec lequel il restera ami jusqu’à la mort de ce dernier.
Il est admis en 1921 à l'École normale supérieure de Paris, où Lucien Herr, Charles Andler et Henri Lichtenberger furent ses enseignants. Parmi ses condisciples se trouvent Alfred Kastler, Vladimir Jankélévitch, Jean Cavaillès, Paul Nizan et Jean-Paul Sartre.
Avec d’autres élèves il fonde un « Groupe d’information internationale », montrant sa volonté de rapprochement entre la France et l’Allemagne. Kurt Tucholsky, Thomas Mann, Heinrich Mann, Walter Mehring, Hugo von Hofmannsthal, Ernst Robert Curtius y sont ses condisciples. En 1925 Minder rencontre Alfred Adler avec lequel il s’occupe intensément de psychologie individuelle.
En 1926, Robert Minder obtient son agrégation d’allemand et travaille jusqu’en 1933 comme professeur de lycée à Grenoble. Il travaille également comme lecteur d’allemand à l’Université de Strasbourg où il rencontre Marc Bloch, Lucien Febvre et Maurice Halbwachs.
En 1933 il devient professeur à Nancy, au lycée puis à l’université. En 1936 il passe un doctorat à Strasbourg avec comme thèse principale « Un poète allemand : Ludwig Tieck (1773–1853) », sa thèse complémentaire traite de la pensée de Karl Philipp Moritz. Minder rencontre pour la première fois Alfred Döblin en 1937 à Paris et il se lie d’amitié avec lui.
Le décès soudain de sa première épouse Hélène Mégret plonge Minder dans une profonde crise personnelle dont il se rétablit seulement petit à petit. Il obtient un poste de professeur à l’université de Nancy en 1938. En 1939 il se remarie avec Colette Audry dont il se sépare en 1945.
Pendant la Seconde Guerre mondiale Minder travaille à Paris au « Commissariat général de l'Information » sous la direction de Jean Giraudoux. Alfred Döblin et Kurt Wolff y travaillaient au même moment. Ce commissariat avait pour rôle de contrer la propagande allemande durant la « drôle de guerre ». En 1940 Robert Minder est évacué à Cahors. En 1943 alors qu’il est professeur à Grenoble il entre dans la clandestinité en octobre, fuyant la Gestapo. En 1945 il reprend son poste à Nancy.
Robert Minder cofonde le « Comité français d’échanges avec l’Allemagne nouvelle » en 1948 à Paris. Cette même année le premier volume de sa monographie « Allemagnes et Allemands » paraît. En 1949 il est décoré chevalier de la Légion d'honneur. En 1950 il devient membre de l’Académie des sciences et des lettres de Mayence et obtient une chaire germaniste à la Sorbonne. Il devient directeur littéraire du journal « Allemagne d’aujourd’hui » et 1956 et un an plus tard il est nommé à la chaire de « Langues et littératures d’origine germanique » au Collège de France.
Au milieu des années 1950 Robert Minder écrit des essais traitant de culture et de l’histoire littéraire. En parallèle de son activité d’enseignement il participe à des émissions abordant la littérature française et allemande dans des médias allemands. En mai 1961 il invite Theodor W. Adorno pour trois cours au Collège de France.
Robert Minder, affecté par des problèmes de santé durant les dernières années de sa vie meurt le 10 septembre 1980 d’une défaillance cardiaque dans un train entre Paris et Ventimiglia alors qu’il part en vacances.

## Publications
- Wozu Literatur? Reden und Essays. Suhrkamp, Frankfurt am Main 1982,  (ISBN 978-3518012758).
- Dichter in der Gesellschaft. Erfahrungen mit deutscher und französischer Literatur. Suhrkamp, Frankfurt am Main 1982,  (ISBN 978-3518365335).
- Kultur und Literatur in Deutschland und Frankreich. Fünf Essays. Suhrkamp, Frankfurt am Main 1987,  (ISBN 978-3518368978).
- Glaube, Skepsis und Rationalismus. Dargestellt aufgrund der autobiographischen Schriften von Karl Philipp Moritz. Suhrkamp, Frankfurt am Main 1991,  (ISBN 978-3518276433).
- Die Entdeckung deutscher Mentalität. Reclam, Leipzig 1992,  (ISBN 978-3379014380).

Une bibliographie détaillée figure dans l’ouvrage de Albrecht Betz et Richard Faber (voir ci-dessous).

## Hommages et décorations

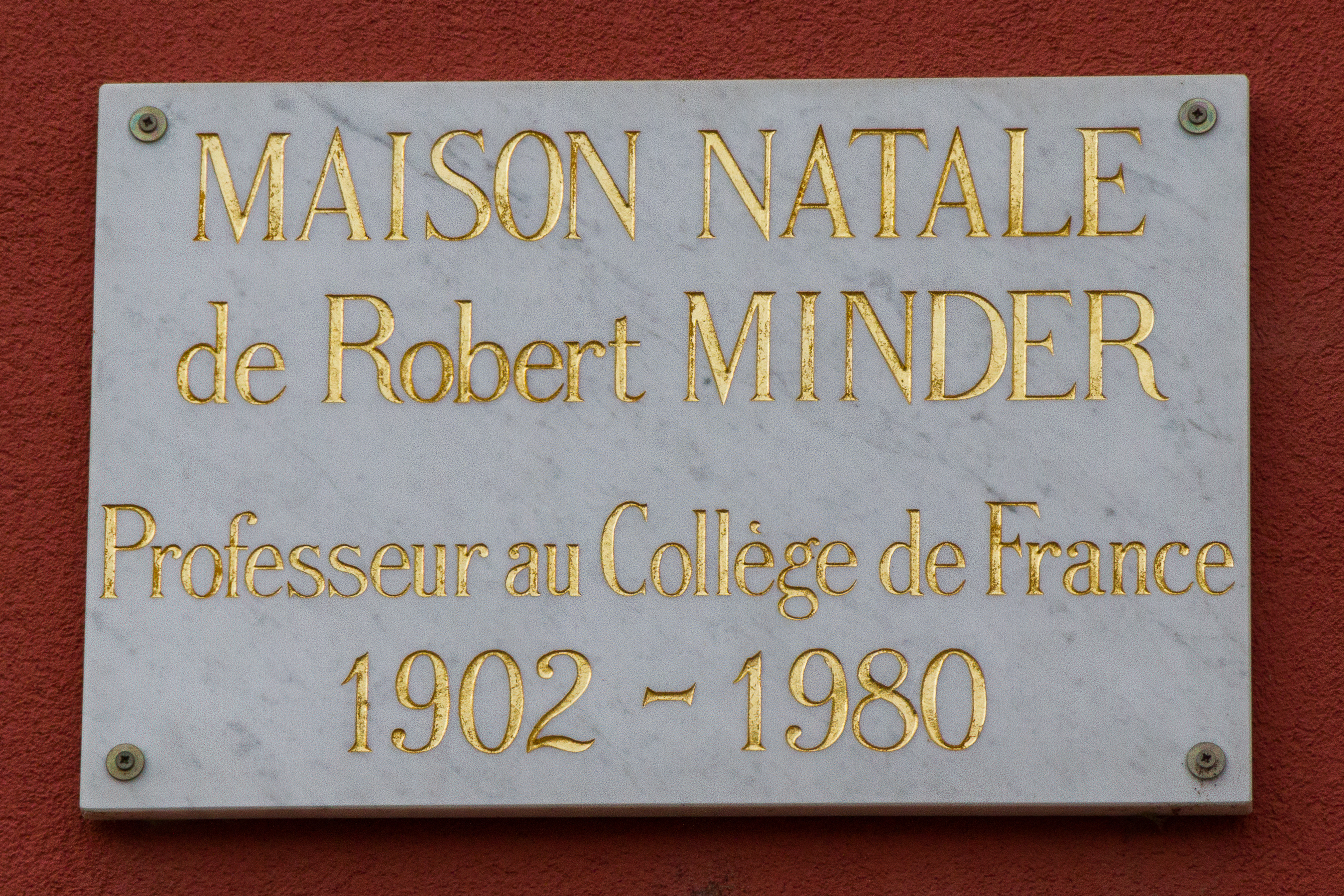
La plaque commémorative apposée sur sa maison natale à Wasselonne

- 1937 : Prix Paul-Flat de l’Académie française pour Un poète romantique allemand Ludwig Tieck
- 1949 : Chevalier de la Légion d'honneur
- 1961 : Médaille Goethe du Goethe-Institut
- 1962 : Commandeur de l'ordre du Mérite de la République fédérale d'Allemagne
- 1963 : Prix Johann Peter Hebel
- 1964 : Prix Friedrich-Gundolf de l'Académie allemande pour la langue et la littérature
- 1965 : Docteur honoris causa de philosophie de l'université de Tübingen
- 1967 : Commandeur de l'ordre des Palmes académiques
- 1969 : Prix Hansischer Goethe
- 1970 : Membre exceptionnel de l'Académie des arts de Berlin
- 1976 : Prix Pierre-de-Régnier de l’Académie française pour Le Rayonnement d’Albert Schweitzer
- 1978 : Membre de la classe philosophie et historique de l'Académie des sciences de Göttingen